# Конверсия
В интернет маркетинга конверсия е коефициентът на посетителите в даден уебсайт, които правят нещо повече от бегъл преглед на съдържанието или посещение на сайта. Желаното действие, базирано на недоловими или директни заявки от маркетолози, рекламодатели и създатели на съдържание.
Конверсията е равна на отношението между броя постигнати цели и броя посетители.
Успешната конверсия се интерпретира по различен начин от маркетолози, рекламисти и създатели на съдържание. Например за он-лайн търговците успешната конверсия може да се състои в продажбата на продукт на потребител, който се е заинтересувал от стоката след като е отворил рекламен банер. За създателите на съдържание успешна конверсия може да се отнася до брой регистрации, абонамент за бюлетина, сваляния на софтуер или други действия вследствие на недоловима или директна заявка към създателите на съдържание от посетителя за предприето действие.

## Измерване
За уеб-страниците, които генерират офф-лайн отговори (примерно телефонни обаждания или посещения на търговски обекти), измерването на конверсията може да се окаже трудно, поради пречките при проследяване на източника на телефонно обаждане или посетител. Възможно решение са запитванията на всеки обадил се или посетил търговския обект от къде са разбрали за това място и използването на безплатни телефонни линии на сайта.
В уеб-страниците, където отговорите се връщат веднага, може да се използва конверсионна фуния в пакета от анализиране на страницата за проследяване на поведението на потребителите.

## Методи за повишаване на конверсията в интернет търговията
Сред многото методи за повишаване на конверсията следните са най-популярни:
- Генериране на рецензии от потребители за продукта, което може да ускори конверсията
- Ясно разпределение на елементите на конверсионните цели в страницата
- По-добро съдържание (Пр. текст, картинки, видео) на материалите свързани с предизвикване на конверсия
- Увеличаване на ползваемостта чрез намаляване на бариерите към конверсионната цел и по този начин се намалява нивото на отказите
- Добра структура за навигация са сайта, за да могат потребителите да намират и търсят без много мислене къде точно да натиснат
- Изразяване на правдоподобност чрез използване на банери на сигурни трети фирми и добър дизайн на страницата с цел повишаване на нивото на доверие сред потребителите
- Използване на AIDA (внимание, интерес, желание, действие) с цел придвижване на потребителя през конверсионната фуния